# Зайцев, Алексей Дмитриевич (Герой Советского Союза)
Алексей Дмитриевич Зайцев (1914—1995) — капитан Советской Армии, участник Великой Отечественной войны, Герой Советского Союза (1944).

## Биография
Родился 15 мая 1914 года в городе Буй (ныне — Костромская область). Окончил среднюю школу, после чего работал электромонтёром, рабочим на строительстве электростанции. Позднее переехал в Загорск (ныне — Сергиев Посад), работал на местном птицекомбинате. В 1936—1938 годах проходил службу в Рабоче-крестьянской Красной Армии. После демобилизации вернулся в Загорск. В 1941 году окончил Московский станкостроительный техникум. В мае того же года он повторно был призван в армию. Окончил курсы лётчиков-наблюдателей. 
С ноября 1941 года — на фронтах Великой Отечественной войны. Принимал участие в боях на Северо-Западном, Волховском, Брянском, 2-м Прибалтийском, 4-м Украинском фронтах. Летал на самолёте «По-2».
К сентябрю 1943 года будучи старшим лейтенантом был помощником командира 707-го ночного ближнебомбардировочного авиаполка 313-й ночной ближнебомбардировочной авиадивизии 15-й воздушной армии Брянского фронта. К этому времени совершил 650 боевых вылетов на разведку, корректировку огня артиллерии, бомбардировку скоплений войск противника и его объектов. Принял участие в ряде воздушных боёв, сбил 2 вражеских самолёта.
Указом Президиума Верховного Совета СССР «О присвоении звания Героя Советского Союза офицерскому составу военно-воздушных сил Красной Армии» от 4 февраля 1944 года за «образцовое выполнение боевых заданий командования на фронте борьбы с немецкими захватчиками и проявленные при этом отвагу и геройство» был удостоен высокого звания Героя Советского Союза с вручением ордена Ленина и медали «Золотая Звезда» за номером 3580.
В 1944 года летал на штурмовике «Ил-2». В 1946 году уволен в запас в звании капитана. 
Проживал в Новороссийске, работал в пожарной охране Новороссийского морского пароходства. Умер 10 апреля 1995 года, похоронен на кладбище на горе Кабахаха (Новороссийск).
Был также награждён орденами Красного Знамени, Александра Невского, двумя орденами Отечественной войны 1-й степени, Красной Звезды, рядом медалей.